# 프레아 칸
프레아 칸(Preah Khan)은 캄보디아에 있는 앙코르 유적의 하나로 불교와 힌두교의 특성이 다같이 남아있는 사원이다. 프레아 칸이라는 이름은 ‘성스러운 검’을 의미하며, 일찍이 경내에서 검이 발견되었다고 하여 이런 이름이 유래되었다. 앙코르 톰의 북동쪽에 위치한다.

## 역사
일찍이 이 땅에 야쇼바르만 2세가 왕궁을 건립하였고, 이 사원을 건립한 자야바르만 7세는 침략으로 왕궁을 지배하고 있던 참파 왕국의 자야 인드라바르만 4세를 이곳에서 싸워 토벌해, 그곳에 부친을 본떠 조각하게 한 관음보살상을 1191년에 안치했다.
일찍이 사원에는 천명 이상의 승려가 거주하고 있었고, 사원을 유지하는 장원이 따로 주어져 그곳에는 97,840명이 살고 있었다고 전한다. 힌두교의 신들이나 토지의 성령 등도 경내에 모셔지고 있었지만, 불교신자인 자야바르만 7세의 사후에 힌두교를 믿는 자야바르만 8세에 의해 수많은 불상이 파괴되었다. 현재는 불교가 캄보디아의 국교로 자리를 잡아 승려들이 경내에서 기도를 올리고 있다.
반얀나무(벵골보리수)의 번식과 부조상의 도난으로 큰 손실을 입어, 지금도 복구작업을 하고 있지만, 캄보디아의 내정과 치안이 안정화됨에 따라 많은 관광객들이 방문하고 있다. 이름의 유래가 된 ‘성스러운 검’은 프놈펜의 국립박물관에 보관되어 전시되고 있다.

## 사원
프레아 칸의 위치는 앙코르 톰의 북대문으로부터 북동쪽으로 1.5km 정도 길을 나가서 오른편으로 있다. 사원은 라테라이트와 사암으로 쌓아 올려져 있고, 경내는 평면으로 둥글게 해자로 둘러싸여 동서로 800m, 남북으로 700m의 넓이를 가진다.
둥근 해자를 건너는 다리는 다른 많은 앙코르 유적과 같이 ‘우유의 바다’의 신화 내용이 조각된 난간들이 장식되어 있어 큰 뱀(나가)과 그것을 당기는 신들과 아수라를 볼 수 있다.
본전은 삼중의 벽으로 둘러싸여 있어 동서남북으로 예배로를 가지고 있었지만, 남북의 예배로는 붕괴되어 통행할 수 없다. 일찍이 둘레의 벽은 각각 탑문을 갖추고 있었다고 하지만 이것도 붕괴되어 흔적을 찾기 힘들다. 둘러싼 벽문은 본전에 가까워질수록 폭과 높이를 좁여 원근법에 의해 사원이 넓게 보이도록 하고 있다.
예배는 동쪽의 예배로로부터 시작되고 있어, 그 길을 따라 새겨진 불교의 관세음보살이나 힌두교의 링가를 볼 수 있다. 예배로를 따라 누락 안뜰로 나오면, 큰뱀의 난간 가장자리에 놓여 있는 테라스가 있다. 또 안뜰의 남쪽에는 앙코르 유적에서 찾아보기 힘든 원주를 가지는 2층 건물의 장경각이 남아 있다.

## 갤러리

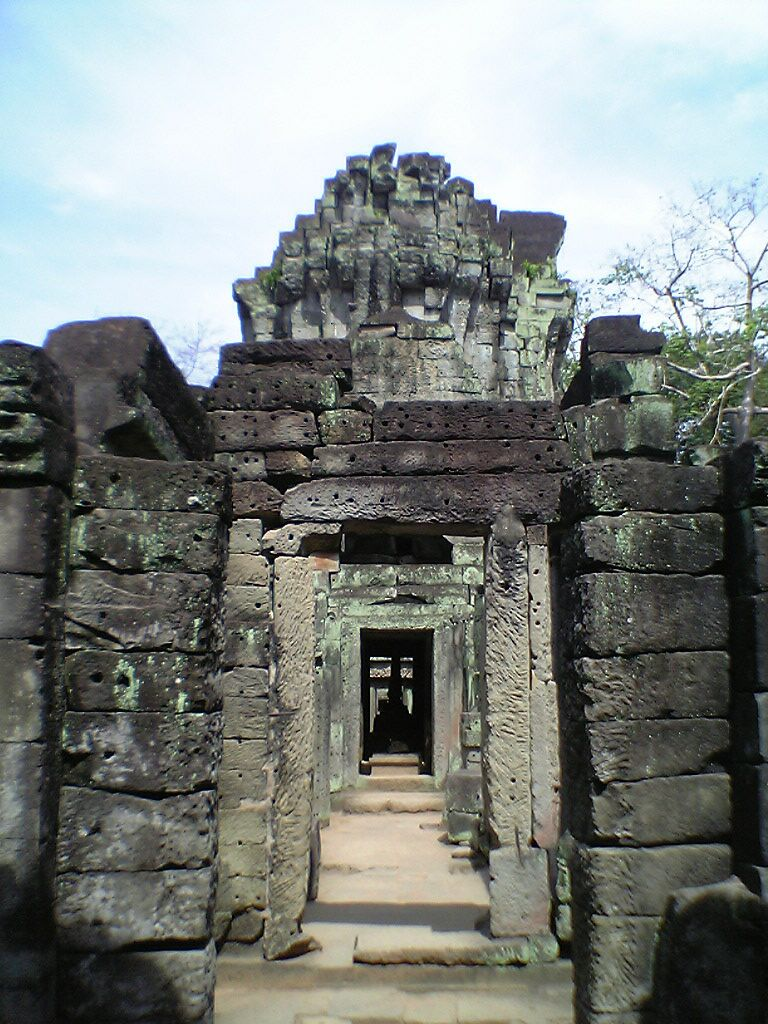
동쪽의 예배로
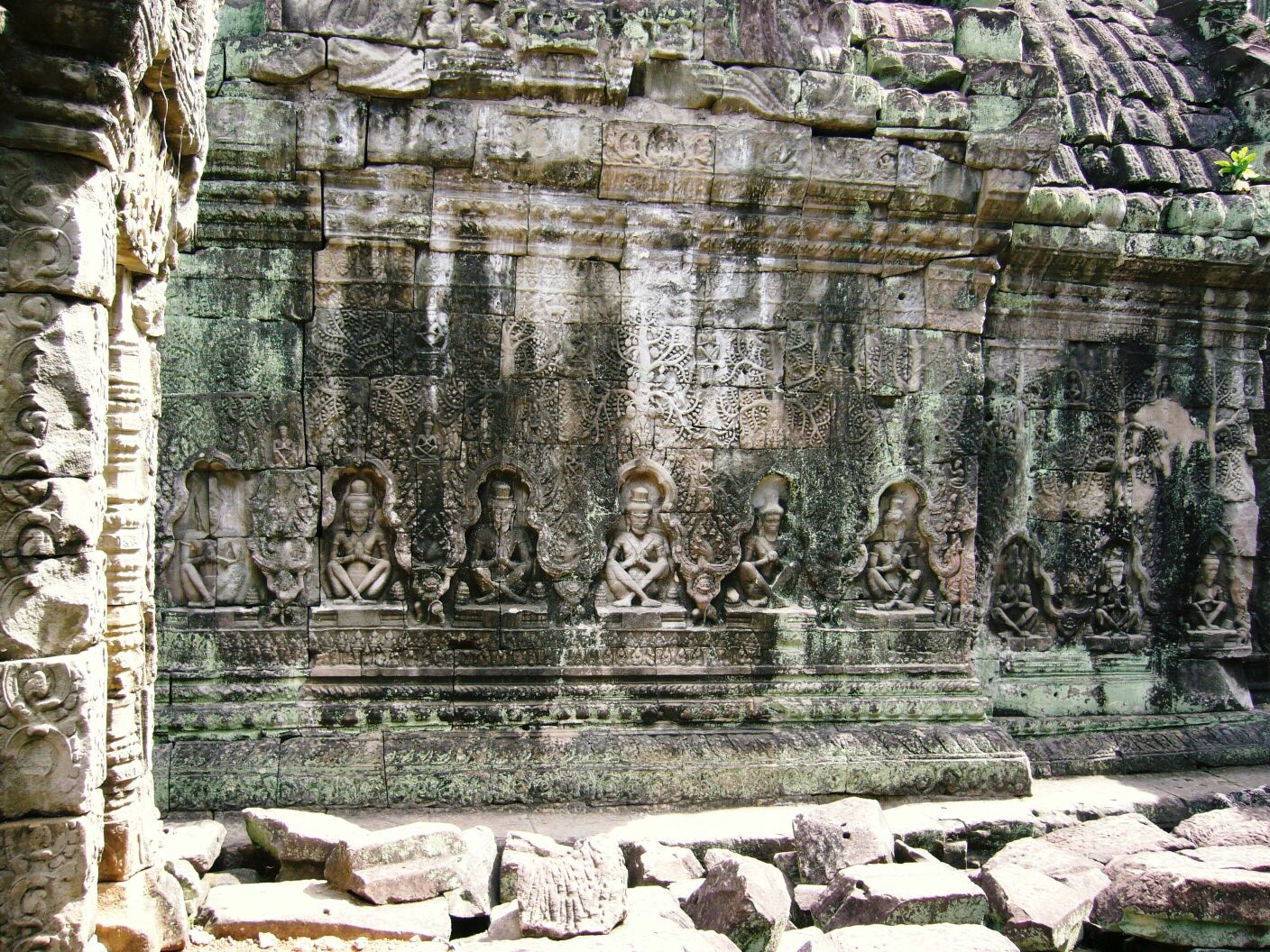
벽면에 부조된 관세음보살
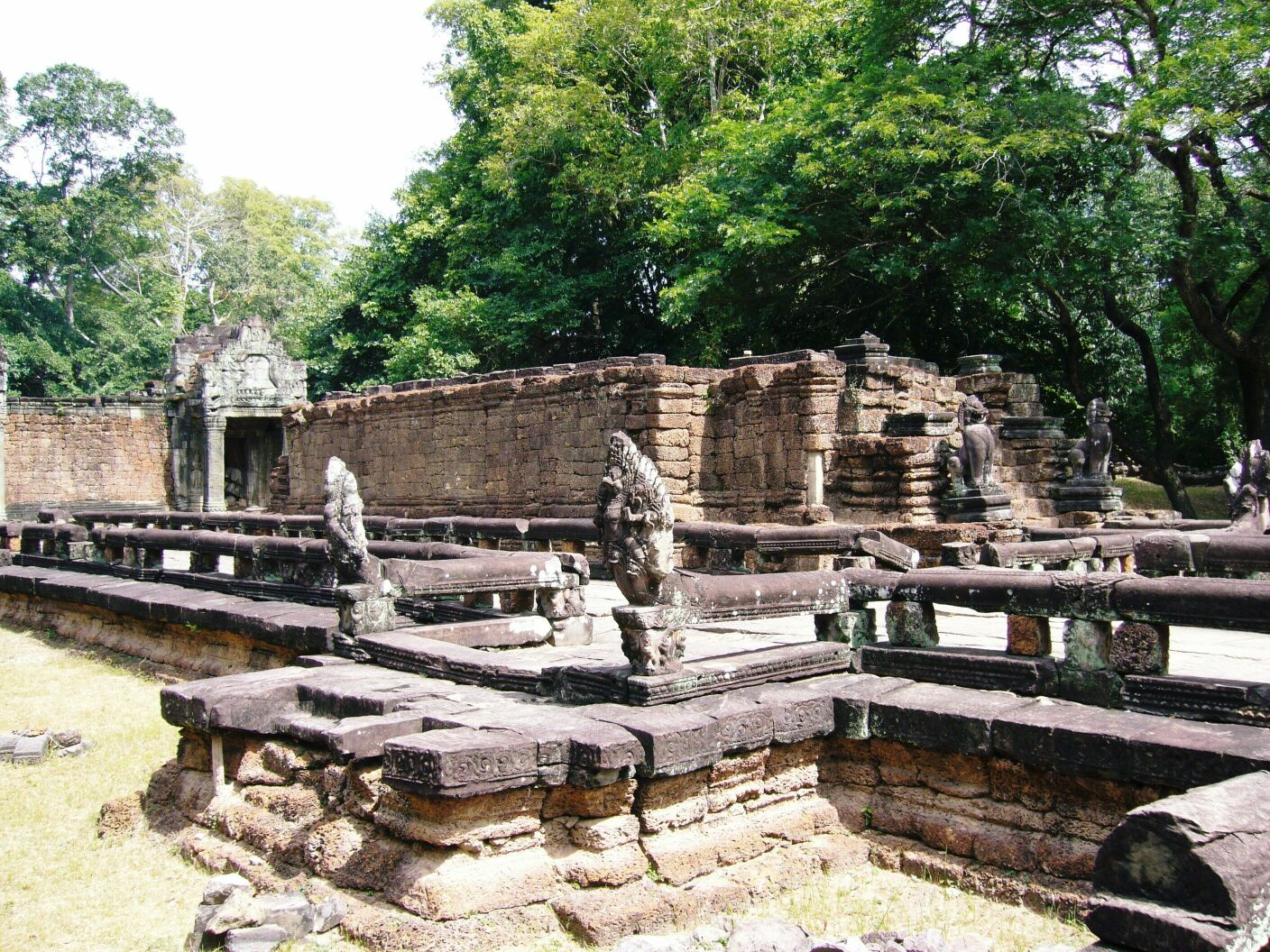
안뜰
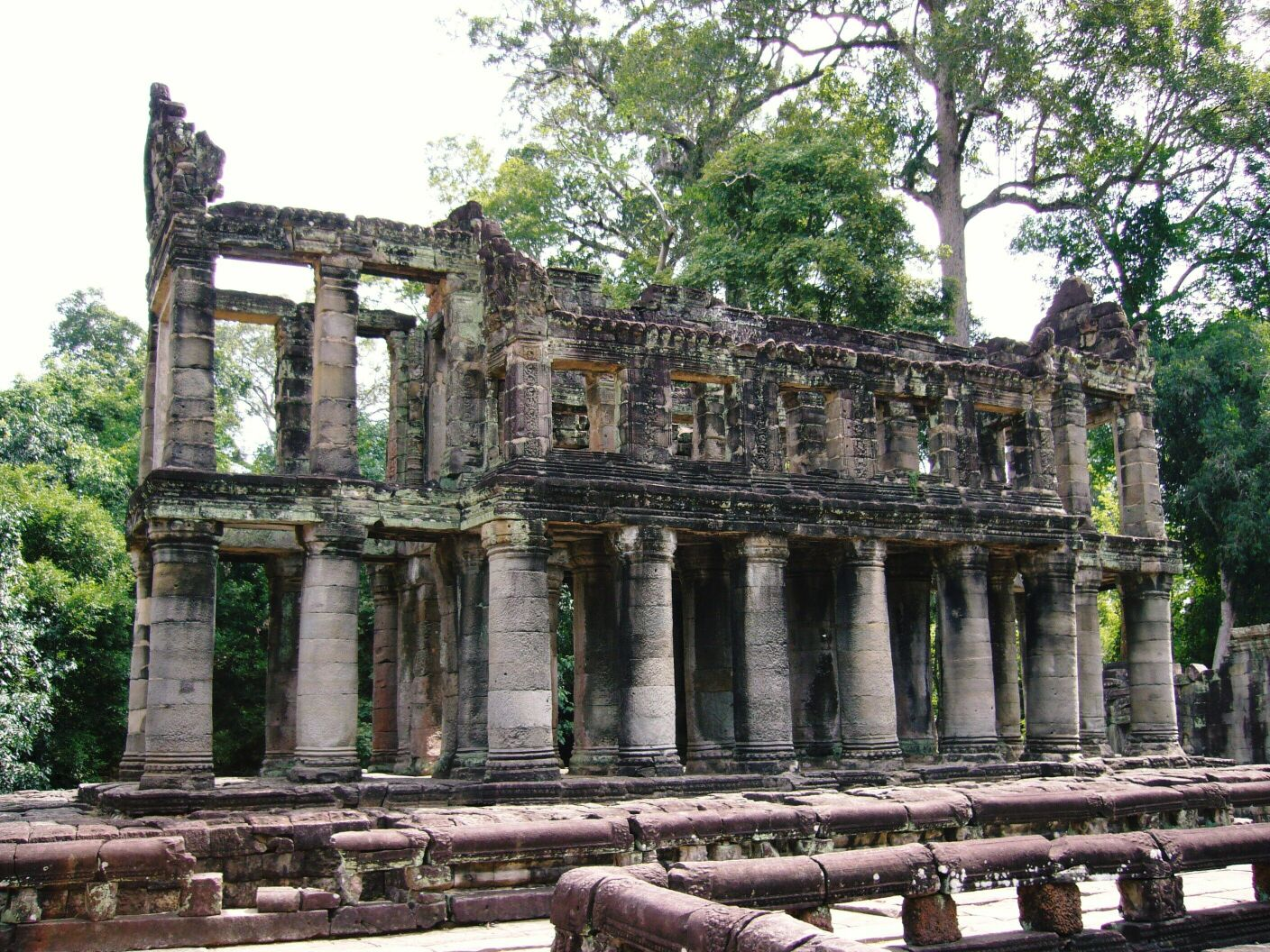
원주의 장경각

## 같이 보기
- 앙코르 톰
- 자야바르만 7세
- 앙코르 유적